# گیل شانفرو
 گیل شانفرو (انگلیسی: Gail Chanfreau؛ زاده ۳ آوریل ۱۹۴۵) یک تنیس‌باز اهل استرالیا است.